# Iglesia Saddleback
La iglesia de Saddleback (en inglés: Saddleback Church) es una megaiglesia bautista multisitio con sede en Lake Forest (California), Estados Unidos. Su pastor principal es Andy Wood. En 2024, la asistencia es de 30,000 personas.

## Historia
En 1979, Rick Warren recién graduado en teología, se establecerá con su esposa Kay en el área de Saddleback Valley, en Condado de Orange (California).
Él comienza a sondear a las personas en su vecindario para averiguar qué les impide venir a la iglesia. Las respuestas que surgen son aburrimiento, distancia de la vida cotidiana, falta de bienvenida para los visitantes, insistencia en el dinero y programas inadecuados para los niños. Es con estas preocupaciones que la iglesia comienza en 1980, por un grupo de estudio de la Biblia, con siete personas, el pastor Rick Warren y su esposa, en su condominio. El primer servicio tiene lugar en el gimnasio de una escuela secundaria el día de Pascua en 1980. En 1991, John Baker, un miembro del personal de la iglesia, fundó la organización Celebrate Recovery para ayudar a las personas a superar las adicciones, con el apoyo de Rick Warren. En 1995, hizo la dedicación de un nuevo edificio principal en Lake Forest que incluía un auditorio de 3500 asientos.
En 2006, la iglesia inaugura un segundo campus en San Clemente (California).
Otros se han abierto en California, e internacionalmente, incluyendo Manila, Filipinas, Hong Kong, Buenos Aires, Argentina y Berlín en Alemania.
En 2018, la iglesia dijo que había bautizado a 50.000 personas desde su fundación.
En 2022, Andy Wood se convirtió en pastor principal de la iglesia.
Según un censo de la iglesia publicado en 2024, dijo que tenía una asistencia semanal de 30,000 personas y 15 campus en diferentes ciudades.

## Programas
La iglesia ofrece varios programas, como el plan de estudios Una Iglesia con propósito (PDC) curriculum y Celebrate Recovery, un programa de grupo de apoyo para la recuperación de adicciones.

## P.E.A.C.E. Plan
En 2003, Saddleback Church, Kay y Rick Warren fundaron el P.E.A.C.E. Plan, un programa  humanitario de desarrollo  para iglesias.

## Controversias
En 2021, la iglesia fue auditada por el cumplimiento de la Convención Bautista del Sur, después de ordenar a tres pastoras y, por lo tanto, actuar en contra de la confesión de fe de la Convención que cree que el ministerio pastoral está reservado a los hombres. En febrero de 2023, la iglesia es excomulgada de la Convención Bautista del Sur debido a la contratación de una pastora en 2022, Stacie Wood, la esposa del nuevo pastor principal Andy Wood. En junio de 2023, cuando solicitó una revisión de la decisión, los representantes de la iglesia presentes en la convención anual votaron un 88% a favor de mantener esta decisión.  La iglesia quería mantener su afiliación con la Convención Bautista del Sur de California,  pero en octubre de 2023 decidió abandonar también la convención estatal, en un deseo de no causar divisiones. 